# Schwarz-orange Koalition
Als schwarz-orange Koalition bezeichnet man in Österreich eine Koalition zwischen der Österreichischen Volkspartei (ÖVP, schwarz) und dem Bündnis Zukunft Österreich (BZÖ, orange), in Bayern dagegen eine Koalition aus der bayerischen Regionalpartei Christlich-Soziale Union in Bayern (CSU) und der Bürgervereinigung Freie Wähler Bayern (auch Bayernkoalition, Spezi-Koalition, Papaya-Koalition oder Basketball-Koalition).

## Österreich

### Bundesebene
Nach der Spaltung der Freiheitlichen Partei Österreichs (FPÖ) wurde aus der schwarz-blauen Koalition eine schwarz-orange. Vom 17. April 2005 bis zum 11. Januar 2007 wurde Österreich von dieser Koalition regiert.
Da Schwarz-Blau auch nach der Nationalratswahl in Österreich 2008 keine Mehrheit besaß, stand beispielsweise die Möglichkeit einer Mitte-rechts-Koalition zwischen ÖVP, FPÖ und BZÖ im Raum, die aber früh von Josef Pröll und Heinz-Christian Strache ausgeschlossen wurde. Bei einem Treffen zwischen Jörg Haider und Heinz-Christian Strache nach der Wahl schlossen diese eine ÖVP-FPÖ-BZÖ-Regierung nicht aus, meinten jedoch, dass die Entscheidung darüber bei der ÖVP liege.

### Länderebene
Nach der Aufkündigung der orange-roten Koalition in Kärnten im Jahr 2006 wurde eine orange-schwarze ins Spiel gebracht. Nach der Landtagswahl 2009 kam es zu einer orange-schwarzen Koalition unter Gerhard Dörfler, allerdings war die Bezeichnung für diese Regierung seit der Abspaltung der Freiheitlichen in Kärnten vom BZÖ im Dezember 2009 wieder blau-schwarze Koalition. Aufgrund des in Kärnten bis 2018 existierenden Proporzsystems war neben ÖVP und BZÖ auch die SPÖ in der Landesregierung vertreten. Mit dem vorzeitigen Ende der Wahlperiode aufgrund der Neuwahlen im März 2013 endete die Koalition.

## Deutschland

### Länderebene
Nachdem die CSU in der Landtagswahl in Bayern 2018 Verluste einfahren musste und somit die absolute Mehrheit verlor, begannen die Koalitionsverhandlungen mit den Freien Wählern. Markus Söder favorisierte dieses Bündnis bereits vor der Wahl. Ab dem 12. November 2018 war das Kabinett Söder II, bestehend aus CSU und Freien Wählern, die 27. Staatsregierung des Freistaates Bayern. Seit dem 8. November 2023 wird diese Koalition im Kabinett Söder III fortgeführt.